# The Hypnoflip Invasion
Albums de Stupeflip
Stup Religion
(2005) Stup Virus
(2017)
The Hypnoflip Invasion est le troisième album de Stupeflip, sorti le 28 février 2011, édité sous le label Etic System.

## Sortie de l'album
Fin 2010 le groupe propose via son site internet d'acquérir en pré-commande un pack incluant "The Hypnoflip Invasion" en version collector, le picture-disc "Terror Maxi" et divers goodies. Un peu plus de 1000 fans répondent à l'appel et l'album peut être mixé aux Studios Ferber par René Ameline.
Une réédition limitée, incluant deux morceaux supplémentaires, est sortie le 19 octobre 2011.

## Liste des titres
| 1.    | Invasion                        | 1:45  |
| 2.    | Stupeflip Vite !!!              | 4:38  |
| 3.    | La Menuiserie                   | 4:54  |
| 4.    | Gaëlle                          | 4:05  |
| 5.    | Check Da Crou                   | 3:50  |
| 6.    | Le Spleen Des Petits            | 3:08  |
| 7.    | Dangereux !!                    | 0:31  |
| 8.    | Hater's Killah                  | 3:42  |
| 9.    | Strange Pain                    | 0:43  |
| 10.   | Gem Lé Moch'                    | 3:17  |
| 11.   | Sinode Pibouin                  | 4:12  |
| 12.   | 72.8 Mhz                        | 0:12  |
| 13.   | Ce Petit Blouson En Daim        | 3:32  |
| 14.   | Dark Warriors                   | 1:42  |
| 15.   | Lettre A Mylène                 | 4:10  |
| 16.   | Ancienne Prophétie              | 0:36  |
| 17.   | Apocalypse 894                  | 3:20  |
| 18.   | La Mort À Pop-Hip               | 1:25  |
| 19.   | Le Cœur Qui Cogne               | 3:56  |
| 20.   | Keep The Faith                  | 1:12  |
| 21.   | Région Est (+ Bonus Cold World) | 11:18 |
| 66.08 |                                 |       |

## Classements
| Single            | Année | Classement    | Meilleure position |
| ----------------- | ----- | ------------- | ------------------ |
| Stupeflip vite!!! | 2011  | France (SNEP) | 135                |

| Album                  | Année | Classement    | Meilleure position | Semaines dans le classement |
| ---------------------- | ----- | ------------- | ------------------ | --------------------------- |
| The Hypnoflip Invasion | 2011  | France (SNEP) | 42                 | 10                          |